# Holon (szobor)
A Holon (más néven Hōlon) Donald Wilson 1978–1979-ben készült és 2003–2004-ben újrafaragott kőszobra az Amerikai Egyesült Államok Oregon államának Portland városában, a Portlandi Állami Egyetem campusán. Fenntartója a Regionális Művészeti és Kulturális Tanács.

## Története
Gordon Hearn, a Portlandi Állami Egyetem Társadalmi Munka Intézete első dékánjának emlékére készült. Neve a görög holos („minden részében teljes, egész – valami, aminek egyszerre integritása és identitása van, mivel valami nagyobb része”). A téglaalapon álló, indianai mészkőből készült alkotás 1,5×0,84×0,3 méter nagyságú. A Smithsonian Intézet 1993-ban helyreállítandónak minősítette; a graffitiket a szobrász korábban eltávolította.
2003–2004-ben gránitból újrafaragták, és 2004-ben a Branford Price Millar Könyvtár elé helyezték. A fenntartó Regionális Művészeti és Kulturális Bizottság szerint az alkotás az egyetem holisztikus kialakítására emlékeztet.

## Fordítás
- Ez a szócikk részben vagy egészben  a   Holon (sculpture) című angol Wikipédia-szócikk ezen változatának fordításán alapul.  Az eredeti cikk szerkesztőit annak laptörténete sorolja fel. Ez a jelzés csupán a megfogalmazás eredetét és a szerzői jogokat jelzi, nem szolgál a cikkben szereplő információk forrásmegjelöléseként.